# جلاء الأفهام في فضائل الصلاة والسلام على خير الأنام
جلاء الأفهام في فضائل الصلاة والسلام على خير الأنام كتاب ألفه ابن قيم الجوزية (691 هـ 751 هـ - 1292 1349) حول فضل ووجوب الصَّلَاة على النبي محمد ﷺ،.بين فيه ابن القيم، الأحاديث الواردة في الصلاة على النبي محمد ﷺ وبين صحيحها من معلولها، والمتصل منها و المرسل والموقوف، ثم بين معنى الصَّلَاة على النَّبِي ﷺ، وأسرار هذا الدعاء وشرفه. وما اشتملت عليه الصَّلَاةِ عَلَيْهِ من الحكم والْفَوَائِد، ثم بين مواطن الصلاة على النبي ﷺ ومحالها، ثم الكلام في مقدار الواجب منها واختلاف أهل العلم فيه وترجيح الراجح وتزييف المزيف.
قال ابن قيم الجوزية في مقدمة كتابه:
| جلاء الأفهام في فضائل الصلاة والسلام على خير الأنام | هذا كتاب سميته جلاء الإفهام في فضل الصلاة والسلام على محمد خير الأنام، وهو خمسة أبواب وهو كتاب فرد في معناه لم نسبق إلى مثله في كثره فوائده وغزارتها بينا فيه الأحاديث الواردة في الصلاة والسلام عليه ﷺ وصحيحها من حسنها ومعلولها بينا ما في معلولها من العلل بيانا شافيا ، ثم أسرار هذا الدعاء و شرفه ، و ما اشتمل عليه من الحكم والفوائد ثم مواطن الصلاة عليه صلى الله عليه وسلم ومحالها ثم الكلام في مقدار الواجب منها واختلاف أهل العلم فيه وترجيح الراجح وتزييف المزيف ومخبر الكتاب فوق وصفه والحمد لله رب العالمين. | جلاء الأفهام في فضائل الصلاة والسلام على خير الأنام |

## الكتاب
قسم إلى ستة أبواب، وكل باب إلى عدد من الفصول:

### الْبٓابُ الأول - ما جاء فيالصَّلَاةعلى رسول اللهﷺ
ذكر فيه المؤلف الأحاديث الواردة في الصَّلَاة والسلام عليه ﷺ عن 40 أربعين صحابيا، وبين صحيحها من معلولها، منها الحديث الذي روي عَن أبي مَسْعُود عقبَة بن عَمْرو الْأنْصَارِيّ البدري رَضِي الله عَنهُ قَالَ «أَتَانَا رَسُول الله صلى الله عَلَيْهِ وَسلم وَنحن فِي مجْلِس سعد بن عبَادَة رَضِي الله عَنهُ فَقَالَ لَهُ بشير بن سعد رَضِي الله عَنهُ أمرنَا الله أَن نصلي عَلَيْك فَكيف نصلي عَلَيْك قَالَ قُولُوا اللَّهُمَّ صل على مُحَمَّد وعَلى آل مُحَمَّد كَمَا صليت على آل إِبْرَاهِيم وَبَارك على مُحَمَّد وعَلى آل مُحَمَّد كَمَا باركت على آل إِبْرَاهِيم فِي الْعَالمين إِنَّك حميد مجيد وَالسَّلَام كَمَا قد علمْتُم» الحديث رَوَاهُ مُسلم في صَحِيحه، وَالتِّرْمِذِيّ وَالنَّسَائِيّ.

### الْبٓابُ الثَّانِي - فِيالْمَرَاسِيلوالموقوفات
ذكر فيه المؤلف الأحاديث المرسلة والمقوفة

### الْبٓابُ الثَّالِث - فِي بَيَان معنىالصَّلَاةعلى النَّبِيﷺ
فيه (10) عشر فُصُول
1. معنى اللَّهُمَّ في (اللَّهُمَّ صل على مُحَمَّد)
2. وَمعنى اسْمه مُحَمَّد ﷺ
3. معنى صَّلَاة العبد على النَّبِي ﷺ وَصَّلَاة العبد لله عزوجل
4. معنى سَّلَام العبد على النَّبِي ﷺ
5. معنى الصلاًة على آله وَتَفْسِير الْآل
6. وَأوجه الشْبه بين الصَّلَاة على النَّبِي ﷺ والصَّلَاةِ على إِبْرَاهِيم وَآله
7. ولمااذا خُتِمت الصَّلَاة على النبي بالحميد الْمجِيد
8. وَمعنى الرَّحْمَة وَالْبركَة

### الْبٓابُ الرَّابِع - فِي الْفَوَائِد الْحَاصِلَة بِالصَّلَاةِ عَلَى النبيﷺ
ذكر المؤلف في هذا الباب (39) تسِعٓة وَثَلاَثُونَ فائدة - دنيوية ودينية - يتضمنها هذا الدعاء

### الْبٓابُ الْخَامِس - فِي مَوَاطِن الصَّلَاة على النَّبِيﷺالَّتِي يتَأَكَّد طلبَهَا إِمَّا وجوبا واما اسْتِحْبَابا مؤكداً
ذكر فيه المؤلف ابن القيم (41) وقتا أومكانا يُصلي العبد فيه على على النَّبِي صلى الله عَلَيْهِ وَسلم

## المخطوطات
من المخطوطات المعتمدة في طبعة دار عطاءات العلم في الرياض مخطوطة كتبت سنة 815 هـ وهي محفوظة في المكتبة الظاهرية في دمشق.

## وصلات خارجية
- تحميل جلاء الأفهام مكتبة مشكاة الإسلامية
- تحميل جلاء الأفهام موقع بيت الإسلام
- تحميل جلاء الأفهام موقع الكتاب الإسلامي